# Mette Jacobsen
Mette Nørskov Jacobsen (Nakskov, 24 marzo 1973) è un'ex nuotatrice danese.
Specializzata nello stile libero e nella farfalla ha partecipato a quattro edizioni olimpiche, a partire da Barcellona 1992. Nella sua carriera ha vinto anche medaglie nel dorso.

## Palmarès
- Mondiali

Perth 1991: bronzo nei 200m sl e nella 4x200m sl.
- Mondiali in vasca corta

Rio de Janeiro 1995: oro nei 200m dorso, argento nei 100m dorso e bronzo nei 200m farfalla.
Hong Kong 1999: oro nei 200m farfalla.
Atene 2000: oro nei 200m farfalla.
- Europei

Bonn 1989: bronzo nei 200m sl e nei 200m farfalla.
Atene 1991: oro nei 200m sl, nei 200m farfalla e nella 4x200m sl, bronzo nella 4x100m sl.
Vienna 1995: oro nei 100m dorso e nei 100m farfalla, argento nei 100m sl e 200m farfalla e bronzo nei 200m sl.
Siviglia 1997: oro nei 100m farfalla, bronzo nei 200m farfalla e nella 4x200m sl.
Istanbul 1999: oro nei 200m farfalla.
Helsinki 2000: argento nei 200m farfalla e bronzo nei 100m sl.
Madrid 2004: bronzo nei 200m farfalla.
- Europei in vasca corta

Sheffield 1998: argento nei 200m farfalla.
Lisbona 1999: oro nei 200m farfalla e argento nei 100m farfalla.
Valencia 2000: argento nei 200m farfalla e bronzo nei 100m farfalla.
Anversa 2001: argento nei 200m farfalla.
Riesa 2002: argento nei 200m farfalla e bronzo nei 100m farfalla.
Dublino 2003: bronzo nei 200m farfalla.
Vienna 2004: argento nei 100m farfalla e nei 200m farfalla.
Trieste 2005: argento nei 200m farfalla.
- Vincitrice della Coppa del Mondo di farfalla nel 1994, nel 1997 e nel 1998